# Johann Ludwig Burckhardt
Johann Ludwig Burckhardt (Lausanne, 1784. november 24. – Kairó, 1817. október 15.) svájci Közel-Kelet-kutató. Svájci származásából adódóan nevének több változatát használja a régészeti szakirodalom: Jean Louis Burckhardt és Johann Ludwig Borchardt is elterjedt. Nevét általában Luis formában írta alá.

## Életrajza
Tanulmányait a lipcsei és a göttingeni egyetemeken végezte. 1806-ig Anglia vidékeit járta, majd elfogadta Johann Friedrich Blumenbach megbízását egy a Niger folyó forrását megkeresni szándékozó expedícióra. Ennek 1809-ben kellett volna indulni, addig Burkhardt levantei utazásokat kezdett, hogy megismerkedjen az arab nyelvvel és kultúrával.
1809 és 1812 közt Málta kiindulással beutazta Szíriát és Palesztinát, tanulmányozta annak történetét, földrajzát, az arab nyelvet és az iszlámot. 1813-ban a Nílus völgyét kutatta, később az Arab-félszigeten és a Sínai-félszigeten járt.
Kiválóan ismerte az arab kultúrát, a nyelvet és a Koránt. Hogy zavar nélkül utazhasson a térségben, áttért az iszlám hitre, felvette a Sejk Ibráhím ibn Abdalláh nevet; így jutott el Baalbekbe, Palmyrába, Damaszkuszba. Ő volt az első európai, aki – szigorú vallási vizsgát követően, muszlim öltözetben – beléphetett Mekkába és Medinába. Egyesek szerint áttérése az iszlám hitre meggyőződésből eredt, mindenesetre igazi iszlám jogtudóssá vált. Ekkorra lemondott a Niger-expedícióról, helyette a Nílus forrásvidékét akarta felkeresni. Ennek részeként jutott el a Núbiai-sivatagba.
Utazásai közben hallott a sivatag sziklái között rejtőző, megközelíthetetlen, titokzatos városról, amely Áron sírja közelében terül el. Ekkor azzal az ürüggyel, hogy kecskét akar áldozni Izrael első papjának oltárán, megkért két beduint, hogy kísérjék el a sírhoz. Így jutott el 1812-ben Petrába, ahol arab öltözékét kihasználva titokban rajzokat és feljegyzéseket készített. Vezetőit hiába faggatta, mindössze annyit voltak hajlandók elárulni az ősi településről, hogy a fáraók városa volt – mivel féltek, hogy Burckhardt rátalál a beduin szájhagyomány szerint itt elrejtett kincsre. A kecskeáldozat után sietősen visszakísérték a Szik-szurdok közelében álló Elji faluba. Amint elterjedtek a rajzok és a felfedező által összegyűjtött információk, a sziklából faragott várost megrohanták a nyugati látogatók.
Núbiai útjáról 1815-ben tért vissza Kairóba. 1816 tavaszán a Sínai-félszigeten a Sínai-hegyet kereste, ahonnan júniusban érkezett Kairóba. Tervezett további útjait bürokratikus akadályok nehezítették, ám mire 1817 áprilisában karavánja összeállt és az engedélyeket is megszerezte, vérhast kapott, amiben október 15-én meghalt. Halála után az angol Királyi Földrajzi Társaság a birtokában lévő naplóit kiadta.

## Fordítás
- Ez a szócikk részben vagy egészben  a   Johann Ludwig Burckhardt című angol Wikipédia-szócikk fordításán alapul.  Az eredeti cikk szerkesztőit annak laptörténete sorolja fel. Ez a jelzés csupán a megfogalmazás eredetét és a szerzői jogokat jelzi, nem szolgál a cikkben szereplő információk forrásmegjelöléseként.
- Ez a szócikk részben vagy egészben  a   Jean Louis Burckhardt című német Wikipédia-szócikk fordításán alapul.  Az eredeti cikk szerkesztőit annak laptörténete sorolja fel. Ez a jelzés csupán a megfogalmazás eredetét és a szerzői jogokat jelzi, nem szolgál a cikkben szereplő információk forrásmegjelöléseként.